# 21a Divisió de Muntanya Waffen SS Skanderbeg
21a Divisió de Muntanya Waffen SS Skanderbeg és una Divisió de les Waffen SS creada per ordre de Heinrich Himmler durant la Segona Guerra Mundial, el març de 1944, formada per albanesos i que rep el seu nom com homenatge a Gjergj Kastriot Skanderbeg.
La 21. Freiwilligen-Gebirgs-Division der SS va ser creada l'abril de 1944 a Kosovo (Pristina) després d'una decisió de Heinrich Himmler el mes de març. Comptava amb uns 9.000 homes (oficials inclosos), entre ells un enquadrament de Volksdeutscher (minories de llengua alemanya) dels Balcans, anteriorment pertanyents a les divisions SS 13a Divisió de Muntanya Waffen SS Handschar i Prinz Eugen. Els seus membres eren essencialment pertanyents a la minoria de llengua albanesa del territori del Kosovo. Tenia com a símbol militar l'àliga bicèfala pròpia d'Albània.
Va estar operativa el següent mes de juliol i va ser destinada, si bé encara no estava completa, a les operacions antipartisanes al nord de Montenegro i igualment contra els partisans comunistes albanesos d'Enver Hoxha. Com a conseqüència de les múltiples pèrdues i desercions de l'estiu de 1944 (més de 7.000 desertors), la Divisió fou refundada i després incorporada com a Kampfgruppe "Skanderbeg" a les restes de la 7a Divisió de Voluntaris de Muntanya SS Prinz Eugen, abans de prendre part en la batalla de Belgrad l'octubre de 1944 i després en operacions defensives a Bòsnia i Hercegovina en la tardor de 1944 i l'hivern de 1945. El març de 1945, les restes del Kampfgruppe Skanderbeg quedaren dispersos simultàniament al nord de Iugoslàvia i desaparegueren en el front de l'Oder.
La major part dels albanesos que van desertar a Kosovo participaren en la revolta albanesa del primer trimestre de 1945, revolta sufocada per les forces comunistes iugoslaves per ordre de Tito.